# Ты моя Родина
«Ты моя Родина» (тур. Vatanım Sensin) — турецкий драматический телесериал, повествующий о последних годах Османской империи и войне за независимость Турции. История главного героя полковника Джевдета основана на биографии турецкого военного Мустафы Мюмина Аксоя, также известного как «Неверный Мюмин». Премьера телесериала состоялась на турецком телеканале Kanal D 27 октября 2016 года. Телесериал, состоящий из двух сезонов, был завершён 7 июня 2018 года.

## Сюжет
1912 год. Офицер османской армии капитан Джевдет после предательства близкого друга попадает в плен к греческой армии. Чтобы спасти свою родину и вернуться к семье, Джевдет вынужден переметнуться к врагу. Он возвращается в оккупированный греками родной город Измир, где сталкивается с неприятием нового себя своей семьёй и враждой со стороны турецкого населения.

## В ролях
| Персонаж | Актеры          | Эпизоды | Характеристики |
| -------- | --------------- | ------- | --- |
| Джевдет  | Халит Эргенч    | 1-59    | Джевдет — доблестный солдат своей Родины, заботливый отец, любящий муж, хороший сын. Величайшая сила Джевдета и одновременно его самая большая слабость — верность долгу                                                                                          |
| Азизе    | Бергюзар Корель | 1-59    | Азизе — жена Джевдета, мать Али Кемаля, Йылдыз и Хиляль, невестка Хасибе, для которой она как родная дочь, и просто балканская красавица. Как медсестра, Азизе — хладнокровная, сильная, самоотверженная, упрямая, но всегда добросовестная, благородная женщина. |
| Якуб     | Фатих Артман    | 14-59   | Якуб — солдат Мустафы Кемаля . Он прибыл в Измир и стал одной из целей греков. Был застрелен при похищении Джевдета из тюрьмы, однако выжил. |
| Хиляль   | Мирай Данер     | 1-59    | Хиляль — младшая дочь Джевдета и Азизе. Она умна, любопытна, увлекается поэзией. Для Хиляль Родина дороже всего. Величайшая цель её жизни: быть достойной дочерью своего отца.                                                                                    |
| Леон     | Боран Кузум     | 1-59    | Леон — сын греческого полководца Василия. Умный, образованный, успешный. Самая большая проблема в жизни Леона — это его отношения с отцом. Он делает все возможное, чтобы добиться его расположения, но никогда не преуспевает в этом. Леон сочувствует туркам.   |
| Йылдыз   | Пынар Дениз     | 1-59    | Йылдыз — старшая дочь Джевдета. Красавица, о которой слагают легенды. Она сильно избалована и обидчива. Очень хочет быть обеспеченной госпожой. Ей нравился Леон, и из-за отсутствия взаимности была очень разочарована.                                          |